# Asia settentrionale
L'Asia settentrionale o Asia del Nord (in russo Северная Азия? - Severnaja Azija, "Asia settentrionale") è la regione costituita dalla parte asiatica della Russia situata ad est degli Urali e che quindi corrisponde alla Siberia.
La corrispondenza con la Siberia va intesa nell'accezione geografica più estesa e non solo in riferimento al circondario federale della Siberia, che si estende solo nell'area centrale; dal punto di vista puramente geografico, la Siberia comprende infatti tre diversi circondari federali della Russia, che da ovest ad est sono: il circondario federale degli Urali, il circondario federale della Siberia e il circondario federale dell'Estremo Oriente. Inoltre, fa parte della Russia asiatica anche una piccola parte del circondario federale del Volga, ossia quella situata ad est del fiume Ural.
Prima della dissoluzione dell'Unione Sovietica era definita "Asia settentrionale" l'intera area dell'ex Unione Sovietica (e non solo, quindi, della Russia) localizzata ad est degli Urali; si includeva dunque in essa anche parte dei territori oggi considerati parte dell'Asia centrale.
Una definizione che risale invece al 1882 definiva l'Asia settentrionale come l'insieme della Siberia occidentale, della Siberia centrale e della Siberia orientale, territorio considerato "un grande sistema politico, il territorio più grande del continente asiatico e direttamente gestito e amministrato dalla Russia".